# Lankesteria hispida
Lankesteria hispida är en akantusväxtart som först beskrevs av Carl Ludwig von Willdenow, och fick sitt nu gällande namn av T. Anders.. Lankesteria hispida ingår i släktet Lankesteria och familjen akantusväxter. Inga underarter finns listade i Catalogue of Life.